# SNCASE SE.100
Le SE.100 était un avion militaire de l'entre-deux-guerres, conçu en France par la SNCASE (Sud-est Aviation). Un seul prototype a été construit.